# José Rebollo Acosta
José Rebollo (Cd. Jiménez, Chihuahua) fue un empresario y político mexicano radicado en Gómez Palacio, Durango. Fue dos veces presidente municipal de Gómez Palacio. En 2007 uno de sus hijos, Ricardo Rebollo, fue elegido para el mismo cargo y en 2010 también una de sus hijas, Rocio Rebollo.

## Trayectoria
En el período de 1965 a 1968 tuvo que afrontar la inundación del '68, que obligó a la evacuación de miles de personas. La inundación fue producto de fuertes y frecuentes lluvias en la Sierra de Durango, generadas por el ciclón Nohemi. Esto obligó a la participación de los gobiernos Estatal y Federal.
En el segundo período, de 1989 a 1992, se llevó a cabo la construcción del edificio de la actual Presidencia Municipal, la Central de Camiones, la de Abastos y el bulevar Solidaridad, que fue rebautizado con su nombre tras su muerte.